# Jean-Philippe Duracka
Jean-Philippe Duracka, né le 31 mai 1961 à Arnouville (Val-d'Oise), est un ancien coureur cycliste et dirigeant de cyclisme français. Il effectue toute sa carrière chez les amateurs. Il a été directeur technique national de l'équipe du Cameroun jusqu'en 2011, En 2013 il est directeur sportif pour l'équipe Pro Immo Nicolas Roux en DN2.

## Biographie

### Le coureur
Jean-Philippe Duracka est né dans une famille d'origine tchécoslovaque et polonaise en 1961. Il découvre le cyclisme par l'intermédiaire de ses grands frères Jean-Luc et Jean-Pierre, plus vieux respectivement de 7 et 3 ans. Les deux plus jeunes frères Duracka se montrent rapidement compétitifs. Arrivés en Auvergne en 1979, ils deviennent à partir du milieu des années 1980 deux figures du cyclisme français. Jean-Philipe Duracka court alors pour la Roue d'Or Yzeurienne, qui devient par la suite la ROMYA, club dont il sera une figure emblématique puisqu'il y restera pendant près de dix ans. Son frère Jean-Pierre et son neveu Nicolas y sont encore licenciés.
Dans les années 1990, il est considéré comme le meilleur amateur français. Il court alors pour les équipes de la ROMYA qu'il quitte pour rejoindre l'U.C Sayat-Aulnat63, formation avec laquelle il obtient de nombreuses victoires, remportant le Tour du Japon en 1996. Il conclut sa carrière au haut niveau en 1998 à l'âge de 37 ans.

### Le directeur sportif
Ayant pris sa retraite en 1998, il est recruté en qualité de troisième directeur sportif de l'équipe Besson-Chaussures. Il doit composer avec des conditions difficiles mais réussit à faire recruter cinq coureurs japonais qui rejoignent l'équipe. En 2000, l'équipe enregistre des résultats intéressants avec plusieurs titres nationaux. Elle cesse son fonctionnement à la fin de l'année 2000.
Duracka rebondit dans l'équipe Oktos où il parvient à remporter l'étape reine du Grand Prix du Midi libre en 2002 grâce à Laurent Paumier. Mais en 2004, il démissionne car il estime travailler dans des conditions indignes et conseille au manager de mettre la clé sous la porte.
Il rebondit à Montmarault où il forme de nombreux espoirs dont Florian Vachon et Maxim Gourov qui est son protégé. En 2008, quand Gourov se retrouve sans équipe, il en fait le leader de la formation A-Style-Somn. L'équipe est montée rapidement en trois mois et débute sous licence chypriote. L'équipe, comme toutes les équipes qu'il a dirigées, manque de budget et débute difficilement. Au Tro Bro Leon, Gourov finit second. L'équipe finit l'année difficilement. En 2009, elle repart avec un effectif bien meilleur. De plus, Duracka n'a plus d'activité annexe, la R.O.S.A ayant fait faillite. Après un bon début de saison, il démissionne pourtant car il ne s'entend plus avec le manager. Il décide de reprendre son équipe de Montmarault.
En 2010, il est nommé directeur technique national de l'équipe du Cameroun. Il ambitionne d'abord de remettre l'équipe sur ses roues puis il envisage de créer une équipe continentale au Cameroun. Il espère voir un camerounais participer au Tour de France dans une dizaine d'années. Mi 2011, il est finalement démis de ses fonctions et repart en France même s'il continue à faire de fréquents voyages en Afrique. Fin 2012, il revient en Auvergne pour s'occuper de l'équipe Pro Immo Nicolas Roux qui vient d'accéder à la DN2 et où il retrouve son ancien coureur Sébastien Fournet-Fayard.
Duracka est présent avec l'équipe Bike Aid sur la Tropicale Amissa Bongo 2016 en tant que directeur sportif adjoint.

## Classements

### Classement mondial
- 1996 : 378e

## Palmarès
| - Près de 80 victoires en amateur - 1979 - Nocturne de Saint-Yorre - 1981 - Grand Prix de Gerzat - 1982 - Circuit des Deux Ponts à Montluçon - Critérium de Briennon - 2e du Circuit des Boulevards - 1983 - Grand Prix de Saint-Yorre - 1984 - Circuit des Deux Ponts à Montluçon - 1985 - Grand Prix de Nevers - 1986 - Circuit des Boulevards - Nocturne de Saint-Yorre - 1987 - Grand Prix de Nevers - 1re étape du Challenge des As d'Auvergne - 2e du Circuit de la Vallée du Bédat - 1988 - Circuit des Quatre Cantons - 1989 - Circuit des Deux Ponts à Montluçon - Grand Prix de Doyet - Nocturne d'Ambert - 1990 - Champion d'Auvergne - Grand Prix de Fourchambault - 3e étape du Tour d'Auvergne - 1991 - 2e du Grand Prix de la Trinité - 2e du Prix des Vins Nouveaux - 3e du Circuit des Quatre Cantons - 1992 - Circuit de la Vallée du Bédat - Circuit des Deux Ponts à Montluçon - 1re étape du Circuit des Mines - Grand Prix de Doyet - Trophée de la Montagne bourbonnaise - Critérium d'Aulnat - Prix des Cornards - 2e du Circuit des Quatre Cantons - 3e du Circuit des Mines - 3e du Circuit des Monts du Livradois - 3e du Grand Prix de la Trinité - 1993 - Circuit des Deux Ponts à Montluçon - 5e étape du Tour d'Auvergne - Circuit du Printemps Nivernais - 2e de la Ronde du Cognac - 3e du Critérium de La Machine | - 1994 - Champion d'Auvergne - Circuit des Quatre Cantons - 1re étape du Circuit Berrichon - Prix des Cornards - 2e du Grand Prix de la Trinité - 2e du Prix Albert-Gagnet - 3e du Tour Nivernais Morvan - 1995 - Champion d'Auvergne - Tour du Loiret : - Classement général - 1re étape - Grand Prix de Doyet - 5e étape du Tour Nivernais Morvan - Souvenir Jean-Luc Vernisse - 1re étape du Tour de la Porte Océane - 2e du Circuit boussaquin - 2e du Circuit des Monts du Livradois - 2e du Trophée de la ville de Cusset - 3e de Bordeaux-Saintes - 3e du Tour du Canton de Saint-Ciers - 1996 - Boucles de l'Océan - Circuit de la Nivelle - Circuit de la Vallée du Bédat - Circuit Berrichon : - Classement général - 1re et 2e étapes - Tour du Canton de Saint-Ciers - Prologue des Boucles de l'Essonne - 2e étape du Tour d'Auvergne - Tour du Japon - Trois Jours des Mauges : - Classement général - 3e étape (contre-la-montre) - 2e étape du Tour Nivernais Morvan - Critérium de La Machine - Trophée des Nations - Grand Prix d'Issoire - 2e de la Route de l'Atlantique - 2e de Bordeaux-Saintes - 2e du Circuit boussaquin - 1997 - Tour de Gironde - Circuit des Boulevards - 2e du Critérium de Terrebourg - 3e de la Route de l'Atlantique - 1998 - Prix des Cornards |  |